# Väljaküla (Alatskivi)
Väljaküla est un village de la commune de Alatskivi du comté de Tartu en Estonie.
Au 31 décembre 2011, il compte 29 habitants.